# Cabezas cortadas
Cabezas cortadas és una pel·lícula filmada pel cineasta brasiler Glauber Rocha exiliat a Espanya l'any 1970, i que no fou estrenada al Brasil fins al 1979. El rodatge es va dur a terme a la comarca de l'Alt Empordà. És una de les pel·lícules menys conegudes de la filmografia de Rocha i el cas és singular, ja que el film tracta sobre la bogeria decadent d'un dictador, tot això sota el context franquista de l'època.

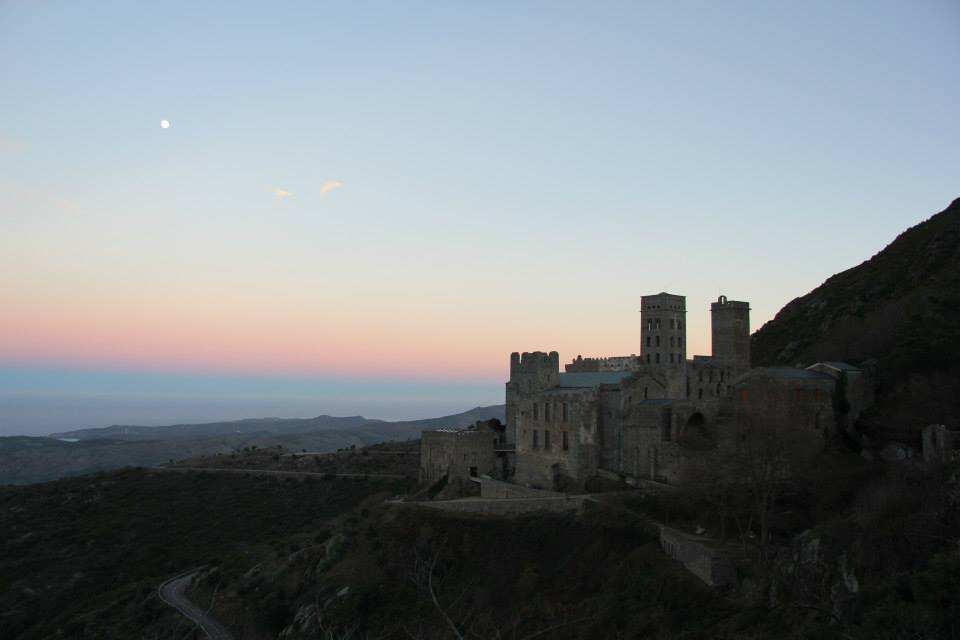
Escenari principal de la pel·lícula 44 anys després.

## Argument
Des del seu exili a Espanya, Rocha filma aquesta al·legoria contra les dictadures inspirada en Buñuel, la seva pròpia versió de la història de la interacció entre Espanya i Amèrica, sense estalviar en metàfores visuals. En el fons d'un castell de conte, l'exiliat manaia d'El Dorado (Francisco Rabal) crida a les seves terres, nostàlgic, i planeja el retorn. Pels camins caminen els captaires, els miracles i els exèrcits. Va dir el propi Glauber Rocha: "Cabezas cortadas desmunta tots els esquemes dramàtics del teatre i del cinema. El cinema del futur serà so, llum, deliri, aquella línia interrompuda des de L'Âge d'or".

## Crítiques
| « | «(...) Glauber Rocha parla de la història d'Amèrica Llatina, de Perón, dels ibèrics, moros i cristians, mostrant Espanya com una ruïna, com un boig que en el moment de morir torna a establir la monarquia. Parla de Perón, de Franco, de Batista, d'aquests dictadors que s'exilien a Espanya, però construeix un somni, materialitzant l'inconscient en sons-imatges. I quan l'inconscient, el somni, irromp en la realitat és com una màquina estranya a aquella realitat. Per a Glauber, com va dir André Breton, "la metàfora té la capacitat d'esculpir l'espai del real, en el caos de la raó". Un cap grec, el cap d'una civilització, la greco-romana-cristiana, va aparèixer en el fang, tallada. Glauber construeix una hipèrbola. Damunt de les paraules-títol Cabezas cortadas, apareix una imatge formant figura de llenguatge audiovisual. El cap és un cap tallat d'una estàtua grega. I dins del cap que es crea tot, la ciència, el raonament. Tallar els caps. Tallar les amarres de la raó, del coneixement racional, del positivisme, per a comprendre. Tall en el pensament racionalista. L'oposició passió-raó» | » |
| — Muerte del Patriarcado (política y ética). Raquel Gerber en Filme y Cultura nº 34. Río de Janeiro. Enero/febrero/marzo. 1980, p.36) | |   |

## Repartiment
- Pierre Clémenti - Pastor;
- Francisco Rabal - Díaz II;
- Marta May - D. Soledad;
- Rosa María Penna - Dulcinea;
- Emma Cohen - prostituta;
- Luis Ciges - captaire;
- Telesforo Sánchez - pare;
- Víctor Israel – metge